# 尾锯足蛛
尾锯足蛛（学名：Runcinia caudata）为蟹蛛科锯足蛛属的动物。在中国大陆，分布于湖北等地。该物种的模式产地在武昌。